# Hans Mielenz
Hans Mielenz (Berlijn, 16 december 1909 – Grassau, 23 juli 1996) was een Duits componist, muziekpedagoog, arrangeur en dirigent. Voor bepaalde werken gebruikte hij het pseudoniem Peter Rambo.

## Levensloop
Mielenz kreeg als klein jongetje instrumentale lessen; op vierjarige leeftijd voor piano en later leerde hij ook dwarsfluit, klarinet, hobo en saxofoon spelen. Vanaf 1927 studeerde hij aan de Berlijnse academie voor kerk- en schoolmuziek alsook dirigeren aan de Staatliche Hochschule für Musik in Berlijn. Na zijn diploma als kapelmeester in 1934 was hij tot het begin van de Tweede Wereldoorlog als freelance componist, arrangeur, dirigent en musicus werkzaam. 
Van 1942 tot 1944 was hij hoofd van de dirigentenklas aan het stedelijke conservatorium in Berlijn. Tegelijkertijd werkte hij als saxofonist, klarinettist en accordeonist in diverse kleine dansorkesten en trad in vele restaurants en bars in Berlijn op. Na de oorlog werd hij dirigent aan het variété Neue Scala in Berlijn. In 1950 werd hij dirigent van het dansorkest van de Oost-Berlijnse omroep (Großes Tanzorchester des Berliner Rundfunks). Vanaf 1956 leefde hij in de Bondsrepubliek Duitsland, in Aschau im Chiemgau. Aldaar was hij organist en koorleider alsook dirigent van de Musikkapelle Aschau (1959-1978). Eveneens was hij dirigent van de Stadtkapelle Rosenheim eV. In 1968 en 1969 werd hij dirigent van het orkest aan het stedelijk theater in Baden bei Wien. 
In 1979 werd hem de gouden medaille van verdienste van de muziekbond van Opper- en Neder-Beieren toegekend. In 1984 kreeg hij het kruis van verdienste van de Confédération Internationale des Sociétés Musicales (CISM).
Als componist schreef hij meer dan 130 werken voor verschillende genres. Zijn stijl is beïnvloed door zowel de Tweede Weense School als de jazz. Naast symfonische muziek schreef hij koorwerken, kerkmuziek en kamermuziek. Hij componeerde een groot aantal werken voor harmonieorkesten.

## Composities

### Werken voor orkest
- In einer Pizzeria
- Mosaik in Dur und Moll
- Wyoming Serenade - Chinesische Straßenserenade

### Werken voor harmonieorkest
- 1964 In die weite Welt, ouverture
- 1966 Der Berg ruft, symfonisch gedicht, op. 81c
- 1967 Olympisches Feuer, ouverture
- 1968 Salzburger Glockenspiel, ouverture
- 1970 Fata morgana, ouverture
- 1971 Festlicher Bläserauftakt
- 1976 Pro Musica, symfonische feestmuziek
- 1978 Symfonie (Nr. 1), voor harmonieorkest, op. 102
- 1982 Concert, voor hoorn en harmonieorkest
- 1983 Cabo da Roca, symfonische meditaties, op. 110
- 1985 Sintra, symfonisch gedicht, op. 117
- 1991 Concert, voor alttrombone en harmonieorkest, op. 124a
- 1995 Concert, voor trombone en harmonieorkest, op. 108
- 1995 Concert Grosso, voor vier slagwerkers (kleine trom, grote trom, vibrafoon, xylofoon) en harmonieorkest, op. 126
- 1995-1996 Symfonie Nr. 2, voor harmonieorkest, op.129
- Boulevard Ouvertüre, voor harmonieorkest, op. 103
- Capriccio, voor harmonieorkest
- Concert, voor 3 hoorns en harmonieorkest
- Concert, voor trompet en harmonieorkest
- Festlicher Gruss
- Gardesana, suite voor harmonieorkest
- Glückskinder-Walzer
- Gruß an Europa, mars
- Harlekinade, voor harmonieorkest, op. 125
- Mein Aschau, mars
- Zur Feierstunde
- Radi-Polka
- Saarland: Glück Auf!, mars
- Unsere Lufthansa, concertmars
- Weit ist die Welt, mars

### Werken voor tokkelorkest
- Schelmische Amoretten, voor hobo solo en tokkelorkest

### Missen en andere kerkmuziek
- Pastoralmesse, voor vier- tot achtstemmig gemengd koor, blokfluitkwartet, klarinetten, trompetten, hoorn, trombone, pauken, harp, strijkkwintet en orgel, op. 119
- Psalm 8, voor dubbelkoor (of twee gemengde koren) a capella, op. 111
- Totenmesse (Requiem), voor solisten, gemengd koor, 3 trompetten, 3 trombones, tuba en orgel, op. 96

### Vocale muziek

#### Werken voor koor
- Der Struwwelpeter, voor gemengd koor a capella (of met klein orkest)
- O Du Fröhliche, kerstlied voor gemengd koor
- Sun cin lan (Partisanen-Abschied), Chinese volkshymne voor gemengd koor
- Vom Himmel hoch, da komm' ich her, kerstlied voor gemengd koor

### Kamermuziek
- 1992 Sinfonietta, voor tien koperblazers, op. 127
- Blaaskwintet, op. 97
- Decimino, voor koperensemble
- Divertimento in Jazz, voor dwarsfluit, hobo, klarinet, hoorn en fagot, op. 93
- Hirtenweisen, voor dwarsfluit en 2 klarinetten
- Kerstmuziek, voor blaaskwintet, op. 91
- Klarinetkwartet
- Oktett für Doppelrohrbläser (Octet voor dubbelriet-blazers), op. 121
- Schelmische Amoretten, voor hobo en piano
- Scherzo, voor saxofoonkwartet
- Strijkkwartet, op. 76